# Харрисон, Изабель
Изабель Ханна Харрисон (англ. Isabelle Hannah Harrison; род. 27 сентября 1993 года в Нашвилле, Теннесси, США) — американская профессиональная баскетболистка, выступающая в женской национальной баскетбольной ассоциации в команде «Нью-Йорк Либерти». Была выбрана на драфте ВНБА 2015 года в первом раунде под общим двенадцатым номером командой «Финикс Меркури». Играет на позиции центровой.

## Ранние годы
Изабель родилась 27 сентября 1993 года в Нашвилле (столица штата Теннесси), в семье Денниса и Иды Харрисон, у неё есть пять братьев, Деннис, Дэвид, Дэниел, Айзея и Иэн, и шесть сестёр, Идетта, Даниэль, Дайанн, Делла, Диди и Дори, а училась она там же в средней школе Хиллсборо, в которой выступала за местную баскетбольную команду.